# 国内交通基本法
国内交通基本法（こくないこうつうきほんほう、（フランス語: Loi d'orientation des transports intérieurs）は、フランス共和国における法律でフランス国内における交通政策の基本的枠組みを定めている。基本的人権の一つである社会権としての交通権を世界で初めて同法で明記した。

## 交通基本法の制定
同法が制定された背景には、1938年に大手鉄道会社5社の合同によって発足した旧フランス国鉄の存廃問題があった。旧フランス国鉄（SNCF）は設立時の協定に基づき1982年12月31日までに解散されることになっていたため、82年末までに解散後の鉄道経営の在り方について決定しなければならなかった。そのためフランス政府は1981年9月、1983年1月1日以降の国鉄事業の在り方と適用法規についての検討作業に着手した。検討作業は政府と旧SNCFおよび労働組合の3者によって進められ、82年7月には法律案としてとりまとめられ、国会での審議を経て可決され、1982年12月31日に法律第82－1153号として公布された。

## 基本法の概要
交通基本法は1983年1月1日に新組織として発足したSNCFの新定款を規定しているだけでなく、あらゆる人々が自由に移動できる権利としての交通権を明記した他、鉄道のみならず自動車や河川輸送および航空などすべての国内交通機関を対象とした交通政策の意義と責務の明確化、公共交通機関の整備と維持に関して国と地方公共団体が果たすべき役割の明確化、交通政策の策定と推進に関し地方分権推進を打ち出すなど、フランスにおける交通政策の根本的革新と国内交通を總合的に発展させるための基本的指針として性格を持ち合わせている。

### 構成
- 第1編（一般規定）
  - 交通に関する権利の規定
  - 労働条件、社会基盤などの計画
  - 交通に関する国家評議会（conseil national des transports）に関する規則とその他の総則
- 第2編（異なる交通機関に対する個別規定）
  - 鉄道、都市交通、人及び貨物の道路輸送、河川並びに航空の各交通機関に関する規定
- 第3編（雑編）
  - 同法の適用範囲
  - 島嶼部の交通についての規定

### 主な規定
- 交通に関する規定（droit au transport）＜第1条・2条＞
- 労働条件及び安全条件＜第9条～第13条-2＞
- 社会基盤の整備など＜第14条～15条＞
- 交通に関する国家評議会（Le conseil nationaldes transports）＜第16条、第17条＞
- 「フランス国有鉄道（フランス語: Société nationale des Chemins de fer français：SNCF）」の設立＜第18条～第25条＞
- 都市部における人の輸送＜第27条～第28条-4＞
- 非都市部における旅客の道路輸送＜第29条、第30条＞
- 貨物道路輸送＜第31条～第38条＞
- 国内交通基本法の適用範囲＜第44条～47条＞
- 島嶼部における輸送＜第48条-1、第48条-2＞。2002年に追加された規定